# Da'an Yizu Naxizu Xiang
Da'an Yizu Naxizu Xiang (kinesiska: 大安, 大安彝族纳西族乡) är en socken i Kina. Den ligger i provinsen Yunnan, i den sydvästra delen av landet, omkring 290 kilometer nordväst om provinshuvudstaden Kunming. Antalet invånare är 15 942. Befolkningen består av 7 594 kvinnor och 8 348 män. Barn under 15 år utgör 19,0 %, vuxna 15-64 år 73 %, och äldre över 65 år 7,0 %.
Genomsnittlig årsnederbörd är 1 116 millimeter. Den regnigaste månaden är juli, med i genomsnitt 378 mm nederbörd, och den torraste är januari, med 2 mm nederbörd.